# Coccodentalium
Coccodentalium es un género de molusco escafópodo marino de la familia Dentaliidae.
Las especies de este género se pueden encontrar en Europa, América y el Sudeste Asiático.

## Especies
Las especies incluidas dentro del género Coccodentalium son:
- Coccodentalium cancellatum (Sowerby II, 1860)
- Coccodentalium carduus (Dall, 1889)
- Coccodentalium gemmiparum (Melvill, 1909)
- Coccodentalium radula (Gmelin, 1791)